# Quiero (telenovela)
Quiero, sí tu quieres es una telenovela chilena de género comedia de situación-interactiva producida y emitida por Canal 13 en 2004. Protagonizada por Catalina Bono, José Martínez, Ignacio Achurra y Valentina Pollarolo. 
Es la primera telenovela interactiva producida en Chile dirigida por los directores argentinos Luis Roll y Óscar W. Rodríguez.
La teleserie marcó entre 6 a 10 puntos de índice de audiencia.

## Elenco
- Catalina Bono como Pilar Escobar.
- Ignacio Achurra como Diego Hernández.
- José Martínez como Pablo Correa.
- Pamela Villalba como Lucy Fernanda Sarmiento.
- Valentina Pollarolo como Claudia Inostroza.
- Felipe Castro como Amador Luis Montes.
- Yasmín Valdés como Solange "Gigi" Correa.
- Fabricio Vasconcellos como Joao Jubiaba.
- Javiera Osorio como Ángela Silva.
- Fernando Farías como Hector "Langosta" Pinto.
- Cassandra Day como Marta Donoso.
- Paulina de la Paz]] como María José García de la Huerta.
- José Luis Briceño como Gil González.
- José Luis Bouchón como Ben Tapia.
- Cristina Peña y Lillo como Melissa Santander.
- Juan Pablo Miranda como Charly García Figueroa.

## Participación Especial
- Carolina Oliva como Stacy.
- Carolina Arregui como Tía de Ángela.

## Cameos
- DJ Mendez
- Kudai
- Sergio Lagos
- Cristián Sánchez
- Jorge Zabaleta
- Rocío Marengo
- Nicolás Saavedra
- Felipe Avello